# St. Bernhard (Brandenburg an der Havel)

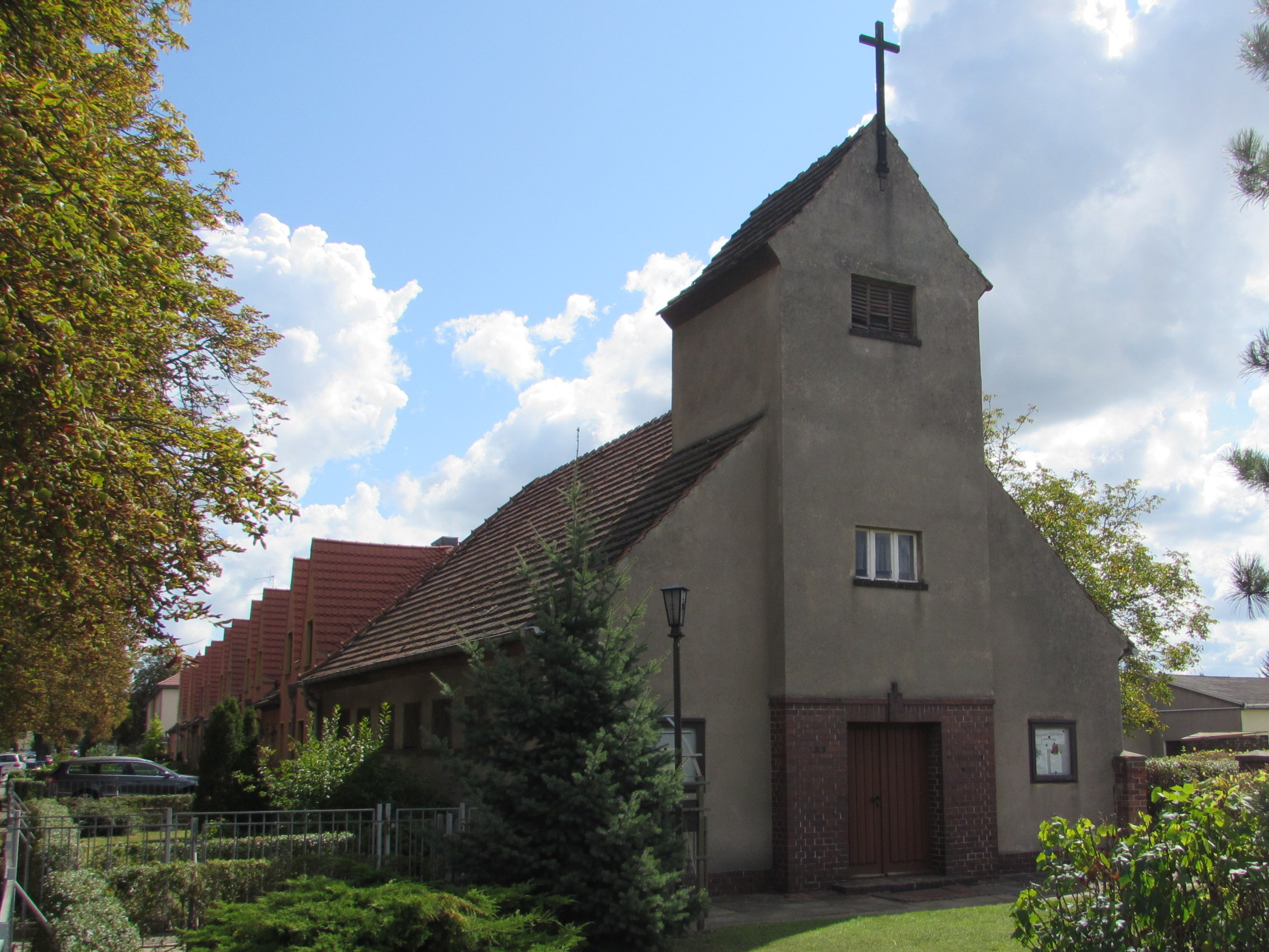
Sankt Bernhard in Brandenburg

Die Kapelle Sankt Bernhard ist eine ehemalige katholische Filialkirche und Baudenkmal in der Stadt Brandenburg an der Havel im Stadtteil Altstadt.

## Geschichte
Mit der Grundsteinlegung des Stahlwerkes in Brandenburg im Jahr 1912 begann auch der Aufbau der neuen und heute denkmalgeschützten Walzwerksiedlung. Im Jahre 1919 kaufte die Werkleitung von der Stadt die Kleinhaussiedlung Wilhelmshof mit anfänglich 24 Häusern auf. Im Frühjahr 1920 konnten im heutigen Bereich der Bayernstraße und Thüringer Straße bereits SW 146 neue Wohnungen bezugsfertig übergeben werden. Anfänglich wurde von der katholischen Gemeinde der Stadt vierzehntäglich ein Gottesdienst in einer Walzwerkbaracke durchgeführt. Mit Spenden finanziert konnte in der Thüringer Straße nach einem Entwurf von Karl Josef Erbs ein funktionalistischer Kirchenneubau errichtet und 1934 von Bischof Nikolaus Bares geweiht werden. Patron ist der heilige Bernhard von Clairvaux, ein Zisterzienser, dessen Ordensbrüder das der Stadt Brandenburg nahegelegene Kloster Lehnin gegründet hatten.
Neben der katholischen Gemeinde Heilige Dreifaltigkeit nutzte die russisch-orthodoxe Gemeinde Gottesmutter – Freude aller Betrübten Sankt Bernhard für Gottesdienste. 2013 wurde die Kirche von der katholischen Gemeinde zum Verkauf ausgeschrieben. Die kleine Kapelle wurde von 1934 bis 2014 für den Gottesdienst genutzt. Am 30. August 2014 wurde die letzte Heilige Messe dort gefeiert.
2015 wurde der Verein St. Bernhard Gemeinschaftskirche Brandenburg gegründet, der im folgenden Jahr die Kirche erwarb. Seit 2017 wird das Gebäude als Begegnungszentrum Sankt Bernhard genutzt. Auch Gottesdienste werden seither wieder in der Kirche gefeiert.

## Bauwerk
Sankt Bernhard ist ein schlichter grauer Putzbau. Die Kirche schließt sich im Osten kontinuierlich an das benachbarte Reihenhaus an und ist somit der westliche Abschluss einer geschlossenen Reihung von Häusern. Das Westportal im Turm ist mit einem Mauerwerk aus Klinkern gestaltet. Der Turm tritt etwas risalitartig hervor. Im Aufstieg zum Glockenstuhl gibt es ein dreigliedriges Rechteckfenster und rechteckige Schallöffnung nach Osten und Westen. Darüber befindet sich ein Satteldach mit einem Giebel nach Osten und einem Giebel nach Westen. Am westlichen Giebel ist ein Kreuz befestigt. Das Kirchenschiff befindet sich ebenfalls unter einem Satteldach. Nach Norden und Süden wurden sechs kleine Rechteckfenster verbaut.

## Kircheninneres

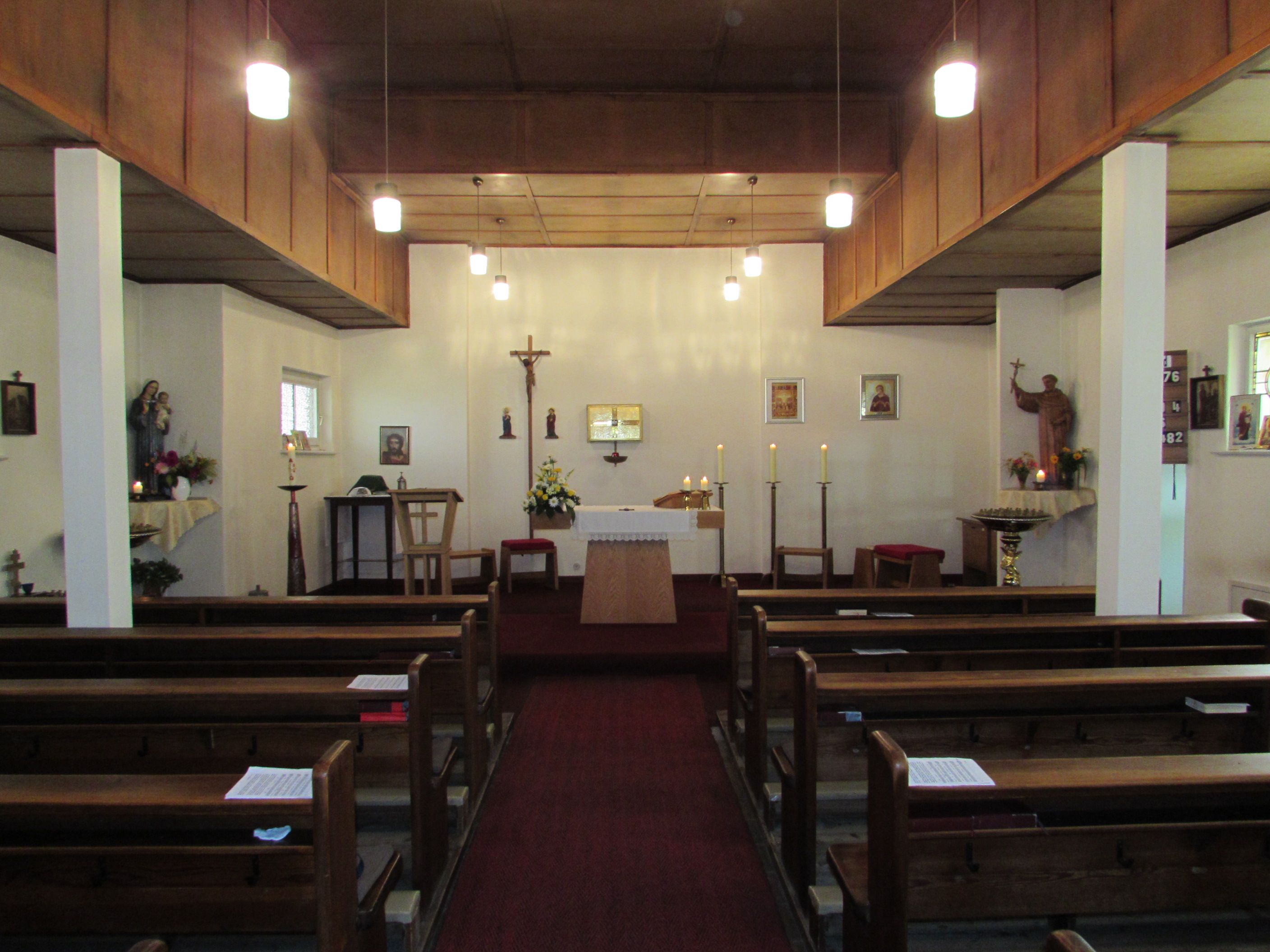
Blick ins Kircheninnere (2014)

Das Kircheninnere war 2014 schlicht gestaltet. Die glatten Wände waren weiß verputzt, der hölzerne Altar schmucklos. Links des Altars befand sich eine hölzerne Marienbildnis, rechts eine Skulptur des heiligen Bernhard von Clairvaux. Die Kirchenfenster mit Bleiverglasungen sind nach Entwürfen Werner Kleinschmidts von August Wagner 1948 gefertigt worden. Zwischen den Fenstern befanden die Stationen des Kreuzwegs. Die russisch-orthodoxe Gemeinde, die die Kirche mitnutzte, stellte mehrere Ikonen auf. Rechts vom Eingang befand sich ein kleines Orgelpositiv der Firma Sauer und hinter diesem eine Reliefplatte mit den Namen der im Zweiten Weltkrieg gefallenen Gemeindemitglieder.

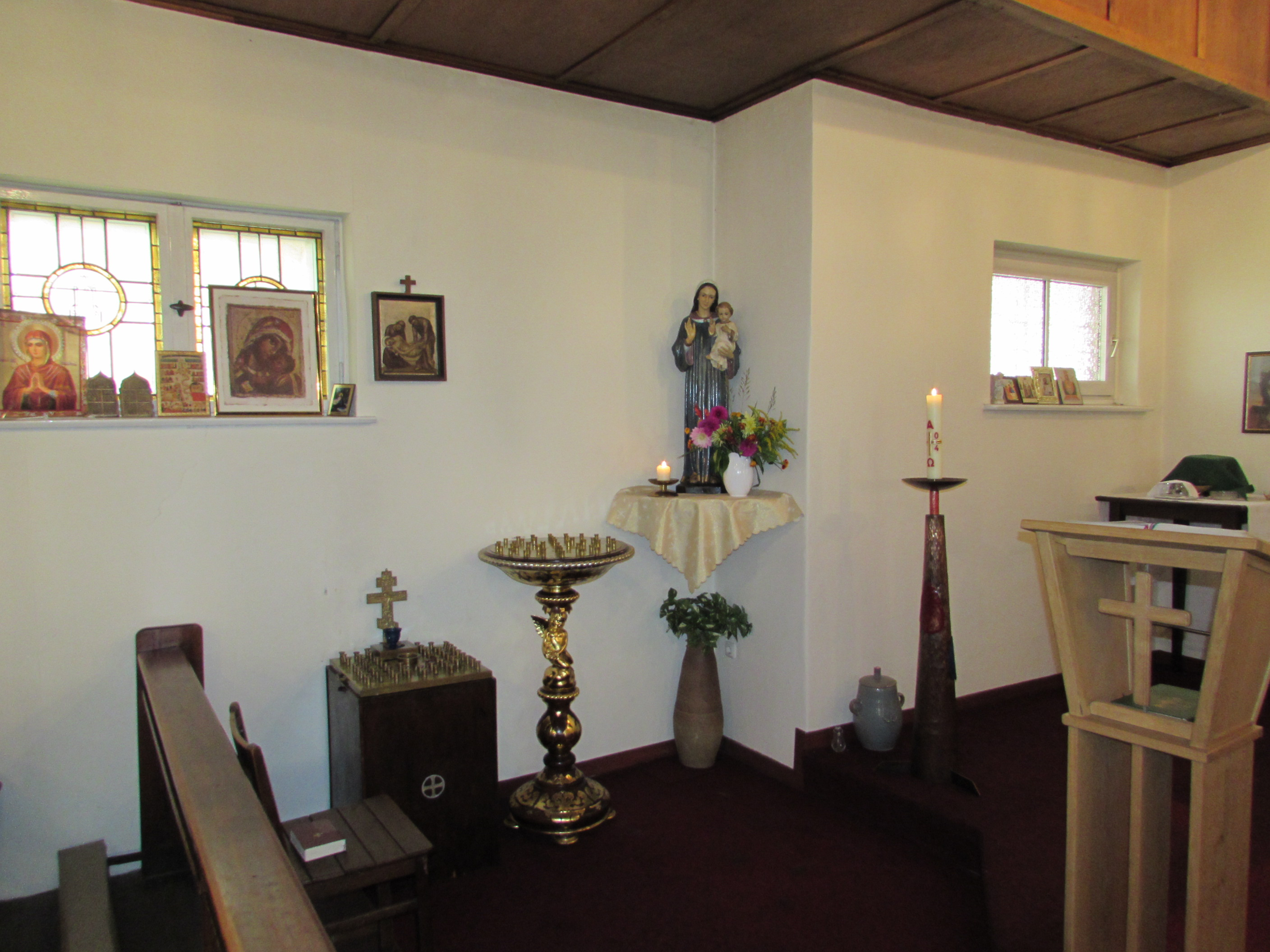
Marienstatue
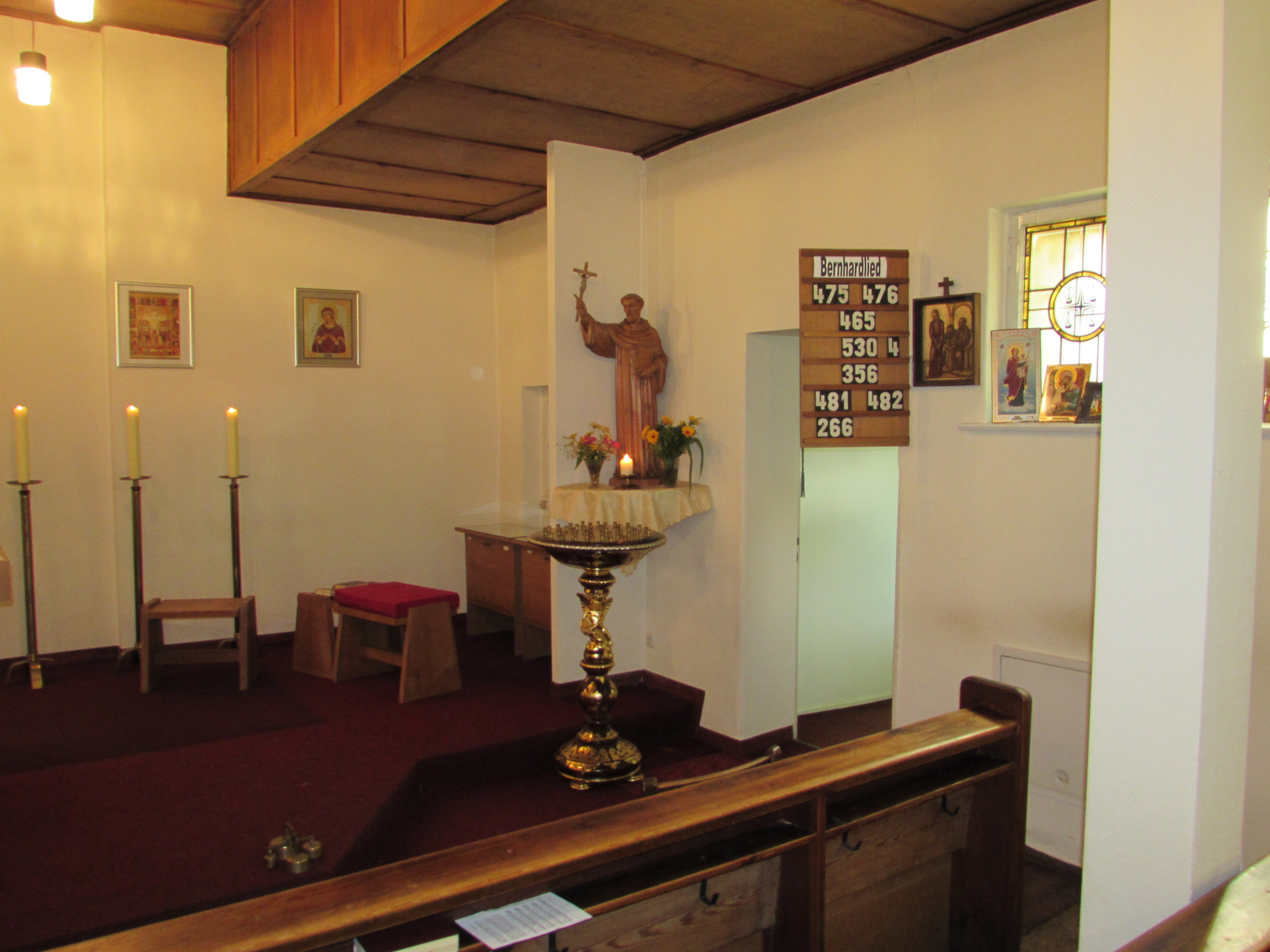
Statue Hl. Bernhard von Clairvaux
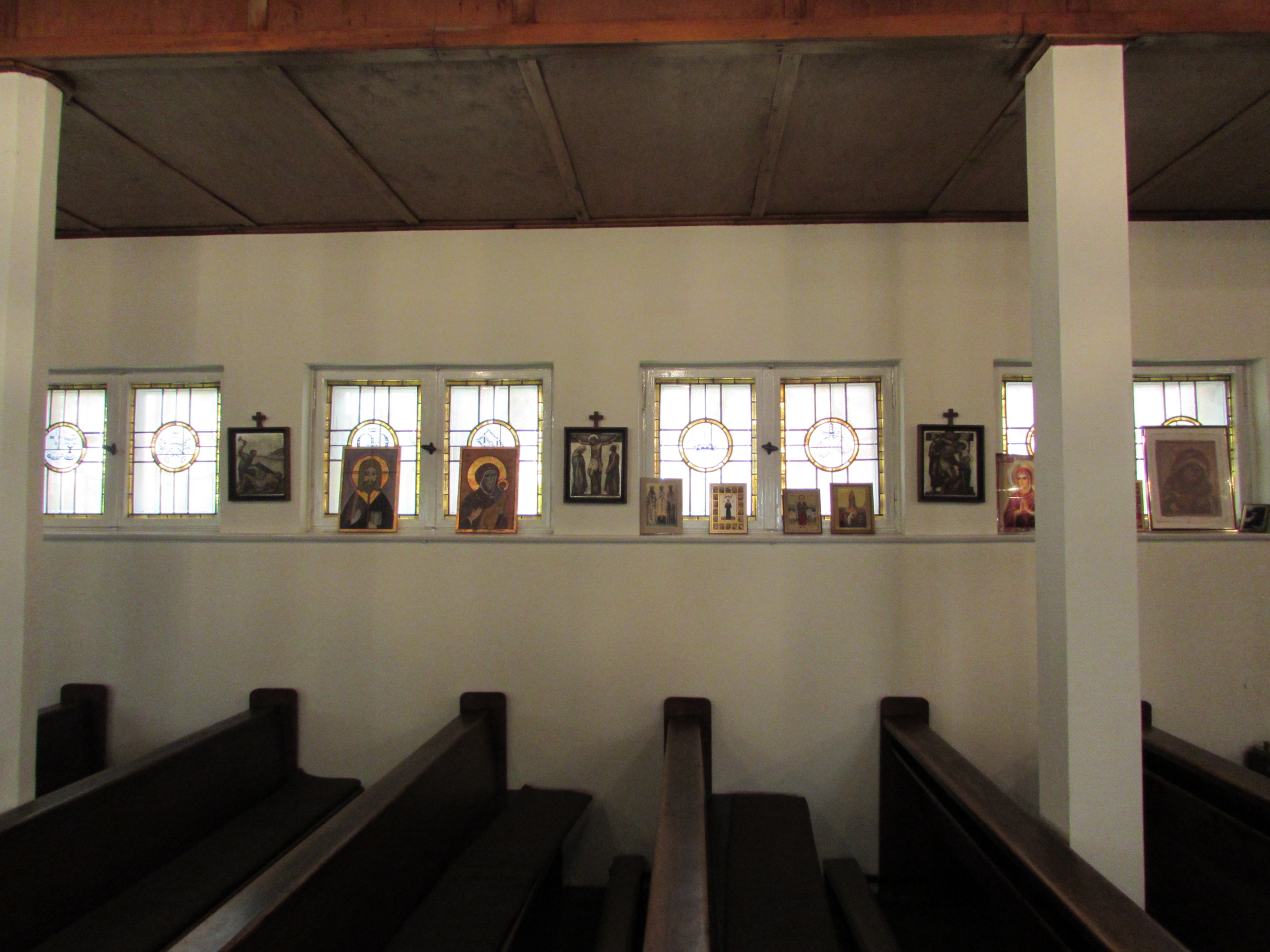
Ikonen, Kreuzweg, Kirchenfenster
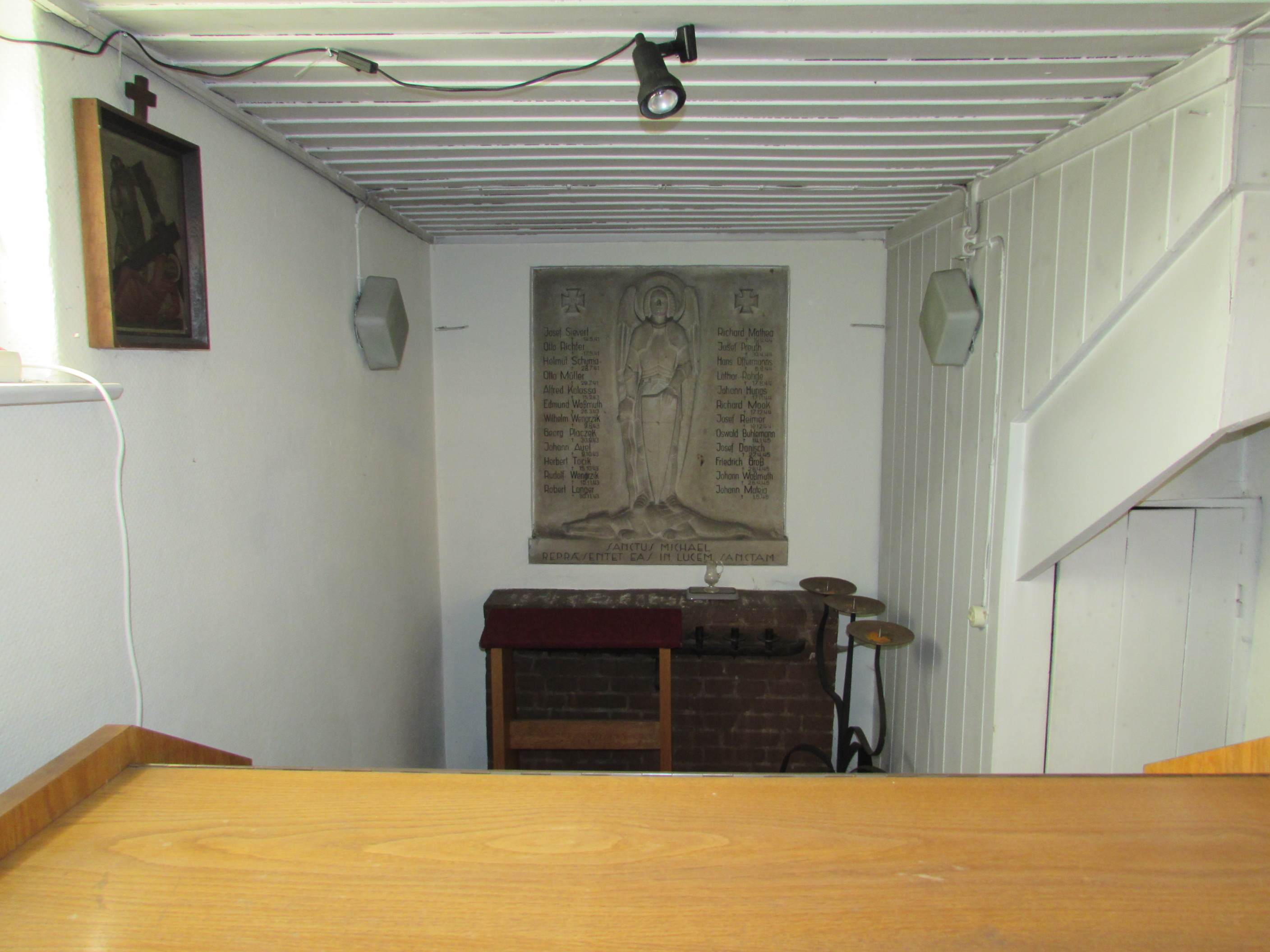
Epitaph für die Gefallenen des Zweiten Weltkriegs